# Disastro dell'Embraer Legacy 600 del Gruppo Wagner
Il 23 agosto 2023 un aviogetto privato si è schiantato nei pressi del villaggio di Kuženkino, nell'oblast' di Tver, in Russia. Tra le vittime vi furono Evgenij Prigožin e Dmitrij Utkin, i vertici della compagnia militare privata russa Wagner.
A bordo del velivolo, che era in volo da Mosca a San Pietroburgo, vi erano 3 membri dell'equipaggio e 7 passeggeri. Non vi sono stati supersititi.

## L'aereo
L'aereo era un Embraer Legacy 600 di produzione brasiliana. Era stato costruito nel 2007 ed inizialmente registrato in Slovenia; cambiò proprietario diverse volte prima di essere venduto nel tardo 2020 al Gruppo Wagner e registrato in Russia con marche RA-02795. Si trattava dello stesso aereo che Prigožin utilizzò per volare da Rostov alla Bielorussia dopo la fallita rivolta del 23 giugno.

## L'incidente
Secondo il sito Flightradar24 l'aereo è decollato dall'aeroporto di Mosca-Šeremet'evo intorno alle 18 (ora locale), si è diretto verso nord-ovest ed ha raggiunto una quota di 28 000 piedi (8 500 m).
Quota e velocità si mantennero più o meno stabili fino alle 18.19, quando improvvisamente il velivolo iniziò a perdere quota molto rapidamente e, dopo circa 30 secondi furono persi i contatti; l'ultima altitudine riportata era di 19 750 piedi (6 020 m). Sono stati diffusi dei video in cui si vede l'aereo cadere in verticale con una semiala o la deriva mancante.

## Le indagini
Subito dopo che la notizia dell'incidente si è diffusa, i media russi riportarono che Prigožin e Utkin comparivano nella lista dei passeggeri. Contemporaneamente nei canali Telegram affiliati al Gruppo Wagner si è sparsa la voce che l'aereo sarebbe stato abbattuto dalla contraerea russa utilizzando un sistema terra-aria S-300.
I resti delle vittime, gravemente bruciati dall'incendio sprigionatosi dopo lo schianto, furono ricomposti all'obitorio di Tver', dove Prigožin e Utkin furono identificati grazie a specifiche caratteristiche fisiche. La conferma definitiva dell'identità delle vittime fu data dalle analisi del DNA effettuate nei giorni successivi.
L'agenzia federale russa per il trasporto aereo Rosaviacija ha istituito una commissione per indagare sulle cause del disastro. Il Centro de Investigação e Prevenção de Acidentes Aeronáuticos, l'autorità brasiliana deputata ad investigare sugli incidenti aerei, si era proposta di assistere la controparte russa Interstate Aviation Committee nelle indagini sull'incidente, come previsto dalla Convenzione sull'aviazione civile internazionale in quanto l'aereo era stato prodotto in Brasile; la Russia tuttavia rifiutò l'offerta sostenendo che, trattandosi di un volo interno, non era obbligata a seguire le regole internazionali.
Nonostante la mancanza di informazioni ufficiali da parte delle autorità russe, le agenzie di intelligence statunitensi e britanniche, analizzando le fonti aperte e il materiale disponibile pubblicamente, hanno concluso che la causa più probabile del disastro è un'esplosione a bordo, mentre risulta meno probabile l'ipotesi del missile. È stato inoltre ipotizzato che una bomba potrebbe essere stata nascosta sull'aereo in occasione di alcuni lavori di manutenzione effettuati sul velivolo nei giorni precedenti, oppure nel carico portato a bordo prima del volo.
Il capo dell'intelligence ucraina, Kyrylo Budanov, in un'intervista col Financial Times ha sollevato dei dubbi sulle sorti di Prigožin, sottolineando che non sono state portate prove a sostegno della sua morte, quindi dichiarando di non volersi affrettare a «trarre conclusioni» sulla faccenda.

## Reazioni
- Il presidente russo Vladimir Putin ha definito Prigožin un "uomo di talento che ha commesso errori" e ha dichiarato che sarà effettuata un'indagine approfondita sul disastro.[19] Il suo portavoce Dmitrij Peskov ha commentato le voci che dietro l'incidente vi sia proprio Putin dichiarando che tali ipotesi sono un'"assoluta menzogna".[20]

- Il presidente degli Stati Uniti Joe Biden ha suggerito la possibile responsabilità di Putin dietro l'incidente affermando che "poche cose succedono in Russia senza che Putin ne sia a conoscenza".[21]

- Anche il presidente ucraino Volodymyr Zelens'kyj ha puntato il dito contro Putin, dopo avere affermato che l'Ucraina non c'entra niente con lo schianto dell'aereo.[22]